# Julia Lopez (política)
Julia Louise Lopez (nacida Dockerill, 9 de junio de 1984 en Essex), política británica del partido Conservador, desde 2017 es diputada por la circunscripción de Hornchurch y Upminster en el Gran Londres.

## Vida
Se convirtió en secretaria parlamentaria de la oficina del Gabinete, del primer ministro Boris Johnson, en febrero de 2020.
En septiembre de 2017, se casó con su pareja anglo-australiano, originario de El Salvador, y tomó su apellido de López. Lorenzo, tecnólogo de la información, es elegido FBCS.
Tienen una hija.